# Турнир поколений «Щелкунчик»
Турнир поколений «Щелкунчик» — ежегодный шахматный турнир, проходящий в Москве во второй половине декабря. Турнир проводится по схевенингенской системе на четырёх досках между командой «принцев» (ведущими российскими юниорами) и командой «королей» (известными шахматистами старшего поколения). Один круг играется в классические шахматы, и два круга — в быстрые шахматы, при этом очки, набранные в быстрых шахматах, учитываются с удвоенным весом. Турнир проводится с 2014 года. Призом за лучшую партию по традиции являются билеты в Большой театр на балет «Щелкунчик».
За команду «Королей» в разные годы выступали участники матчей за звание чемпиона мира Найджел Шорт, Петер Леко и Борис Гельфанд, чемпион мира по быстрым шахматам и, на момент выступления, третий шахматист Рейтинга ФИДЕ Шахрияр Мамедьяров, бывший второй игрок Рейтинга ФИДЕ Александр Морозевич. За команду принцев выступали чемпион мира среди юниоров Михаил Антипов, будущий чемпион мира по быстрым шахматам Даниил Дубов, будущий серебряный призёр чемпионата мира по быстрым шахматам Владимир Федосеев, будущий чемпион Европы Владислав Артемьев.
На 2018 год в турнире дважды побеждали «Принцы» и трижды — «Короли».

## Составы команд и результаты

### 2014
«Короли»: Петер Леко (Венгрия, 2723), Александр Морозевич (Россия, 2712), Алексей Широв (Латвия, 2675), Алексей Дреев (Россия, 2649).
«Принцы»: Владислав Артемьев (Россия, 2662), Владимир Федосеев (Россия, 2661), Даниил Дубов (Россия, 2629), Григорий Опарин (Россия, 2543).
Общий индивидуальный зачет. Федосеев — 11, Дреев — 8,5, Леко — 8, Морозевич — 8,5 , Опарин, Широв — 7,5, Дубов — 7, Артемьев — 6.
Общий счёт матча 32,5:31,5 в пользу «Королей».

### 2015
«Короли»: Борис Гельфанд (Израиль, 2731), Петер Леко (Венгрия, 2705), Александр Морозевич (Россия, 2692), Евгений Наер (Россия, 2674).
«Принцы»: Владислав Артемьев (Россия, 2676), Иван Букавшин (Россия, 2657), Михаил Антипов (Россия, 2569), Григорий Опарин (Россия, 2563).
Общий индивидуальный зачет. Морозевич — 5,5; Гельфанд, Букавшин — по 5; Артемьев, Леко — по 4; Антипов, Наер — по 3; Опарин — 2,5.
Общий счёт матча 35,5:28,5 в пользу «Королей».

### 2016
«Короли»: Борис Гельфанд (Израиль, 2725), Александр Морозевич (Россия, 2676), Алексей Широв (Латвия, 2673), Алексей Дреев (Россия, 2652).
«Принцы»: Владимир Федосеев (Россия, 2667), Даниил Дубов (Россия, 2660), Владислав Артемьев (Россия, 2653), Григорий Опарин (Россия, 2616).
Общий индивидуальный зачет. Опарин, Широв — по 10; Артемьев, Гельфанд — по 9; Дубов — 7,5; Дреев, Морозевич — по 6,5; Федосеев — 5,5.
Тай-брейк за право участия в турнире en:Zurich Chess Challenge: Опарин — Широв 1,5:0,5.
Общий счёт 32:32. «Короли» победили за счёт лучшего результата в «классические» шахматы.

### 2017
«Короли»: Шахрияр Мамедьяров (Азербайджан, 2799), Борис Гельфанд (Израиль, 2697), Сергей Рублевский (Россия, 2683), Алексей Широв (Латвия, 2631).
«Принцы»: Владислав Артемьев (Россия, 2691), Григорий Опарин (Россия, 2602), Андрей Есипенко (Россия, 2564), Даниил Юффа (Россия, 2522).
Общий индивидуальный зачет. Артемьев — 11,5, Мамедьяров — 11, Широв — 10, Есипенко, Опарин, Гельфанд — по 7,5, Юффа — 6, Рублевский — 3.
Общий счёт 32,5:31,5 в пользу «Принцев».

### 2018
«Короли»: Борис Гельфанд (Израиль, 2673), Евгений Наер (Россия, 2670), Петер Леко (Венгрия, 2669), Найджел Шорт (Англия, 2646).
«Принцы»: Давид Паравян (Россия, 2634), Алексей Сарана (Россия, 2618), Андрей Есипенко (Россия, 2593), Семён Ломасов (Россия, 2553).
Общий индивидуальный зачет. Сарана — 9,5, Леко, Гельфанд — по 9, Ломасов — 8,5, Наер, Паравян — по 7,5, Есипенко, Шорт — по 6,5.
Общий счёт матча 32:32. «Принцы» победили за счёт лучшего результата в «классические» шахматы.